# L'Homme de proie
L'Homme de proie est un film muet français réalisé par Louis Feuillade sorti en 1912.

## Fiche technique
- Réalisation : Louis Feuillade
- Société de production : Société des Établissements L. Gaumont
- Pays d'origine : France
- Format : Muet - Noir et blanc - 1,33:1 - 35 mm
- Métrage : 565 m
- Genre : court-métrage
- Durée : inconnue
- Date de sortie : France : novembre 1912

## Distribution
- Renée Carl : Mme Aubriot
- Suzanne Grandais : La danseuse
- Henri Jullien
- Émile Keppens : Aubriot
- Paul Manson : M. Kepfer
- René Navarre : L'ingénieur Delmas
- Gilbert Dalleu